# Гарнет Парк (Мериленд)
Гарнет Парк (енгл. Garrett Park) град је у америчкој савезној држави Мериленд.

## Демографија
По попису из 2010. године број становника је 992, што је 75 (8,2%) становника више него 2000. године.
| Група             | 2000.       | 2010.       |
| Белци             | 832 (90,7%) | 864 (87,1%) |
| Афроамериканци    | 8 (0,9%)    | 13 (1,3%)   |
| Азијати           | 28 (3,1%)   | 36 (3,6%)   |
| Хиспаноамериканци | 23 (2,5%)   | 55 (5,5%)   |
| Укупно            | 917         | 992         |